# Victor Klees
Victor Klees (Lussemburgo, 18 ottobre 1907 – Lussemburgo, 15 aprile 1995) è stato un pallanuotista e calciatore lussemburghese, che ha partecipato alle Olimpiadi di Amsterdam 1928.
Dopo la pallanuoto, ha anche giocato a calcio come difensore, vestendo due volte per la maglia della nazionale lussemburghese.